# ビバエア・ペルー
ビバエア・ペルー（Viva Air Perú）は、ペルーの格安航空会社。首都リマのホルヘ・チャベス国際空港をハブ空港としている。 
コロンビアのビバエア・コロンビアの子会社である。機材はエアバスA320を使用している。